# Joseph Maher
Pour les articles homonymes, voir Maher.
Joseph Maher est un acteur américain né le 29 décembre 1933 à Westport (Irlande), mort le 17 juillet 1998 à l'âge de 64 ans à Los Angeles (Californie).

## Filmographie
- 1966 : Finnegan's Wake (en) : Celebrant
- 1972 : It Ain't Easy : Charlie
- 1974 : The Contractor (TV) : Fitzpatrick
- 1974 : Ma femme est dingue (For Pete's Sake) : M.. Coates
- 1975 : Forget-Me-Not-Lane (TV)
- 1975 : My Father's House (TV) : Doctor
- 1964 : Another World (série télévisée) : Leonard Brooks #1 (1975-1978)
- 1978 : Le ciel peut attendre (Heaven Can Wait) : Sisk
- 1978 : Haine et Passion ("The Guiding Light") (série télévisée) : Whitney Foxton
- 1979 : C'était demain (Time After Time) : Adams
- 1979 : My Old Man (en) (TV) : Phil Kiley
- 1980 : Diary of the Dead (en) : Walter Johnson
- 1980 : Just tell me what you want : Dr Coleson
- 1980 : Those Lips, Those Eyes (en) : Fibby Geyer
- 1981 : Going Ape! de Jeremy Joe Kronsberg (en) : Gridley
- 1981 : Under the Rainbow de Steve Rash : The Duke
- 1982 : I'm Dancing as Fast as I Can : Doctor Kalman
- 1982 : Little Gloria... Happy at Last (en) (TV) : Smythe
- 1983 : Will There Really Be a Morning? (TV) : 1st Doctor
- 1983 : I, Leonardo: A Journey of the Mind (TV) : Giorgio Vasari
- 1984 : L'Enfer de la violence (The Evil That Men Do) : Dr Clement Molloch
- 1984 : Frankenweenie : M.. Chambers
- 1985 : Double Dare (série télévisée) : Sylvester
- 1986 : Mr. and Mrs. Ryan (TV)
- 1987 : Bigfoot (TV) : Jack Kendrix
- 1987 : Second Chance (série télévisée) : St. Peter (1987)
- 1988 : Tales from the Hollywood Hills: The Old Reliable (TV) : Smedley Cork
- 1988 : Funny Farm : Michael Sinclair
- 1988 : J'ai épousé une extra-terrestre (My Stepmother Is an Alien) : Lucas Budlong
- 1988 : Alf (série télévisée) : Angel Bob
- 1989 : Anything But Love (en) (série télévisée) : Brian Allquist (1989-1990)
- 1990 : The Local Stigmatic : David
- 1992 : Sister Act (Rock 'n' nonne) : Évêque O'Hara
- 1992 : Laurie Hill (en) (série télévisée) : Dr Walter Wiseman
- 1993 : Partners (TV) : Edward Hooper
- 1994 : Baby Brokers (TV) : Leo
- 1994 : The Shadow : Isaac Newboldt
- 1994 : Killer : Dr Alstricht
- 1994 : L'Amour en équation (I.Q.) : Nathan Liebknecht
- 1996 : Goode Behavior (en) (série télévisée) : Chancellor Willoughby
- 1996 : Surviving Picasso : Kahnweiler
- 1996 : Mars Attacks! de Tim Burton : White House Decorator
- 1997 : In & Out : Father Tim
- 1998 : Style & Substance ("Style and Substance") (série télévisée) : M.. John
- 1998 : O.K. Garage (en) : Lilly
- 1998 : Parrain malgré lui (Hoods) : Dr Alstrich
- 1999 : Escapade à New York (The Out-of-Towners) : M.. Wellstone